# Hồ Giáo
Hồ Giáo (1930 – 14 tháng 10 năm 2015), là đại biểu Quốc hội các khoá IV, V và VI. Ông là người duy nhất trong ngành chăn nuôi gia súc được nhà nước Việt Nam phong danh hiệu Anh hùng Lao động hai lần vào năm 1966 và 1986.

## Tiểu sử
Hồ Giáo sinh tại thôn Bình Thọ, xã Tịnh Sơn, huyện Sơn Tịnh, Quảng Ngãi .
Ông là con cả trong gia đình có sáu người con. Năm 12 tuổi ông đi ở, làm thuê cho địa chủ .
Năm 1948 ông tham gia Việt Minh tại địa phương .
Năm 1954 ông tập kết ra miền Bắc, ở Sư đoàn 350 bảo vệ Hà Nội.
Năm 1990 ông nghỉ hưu, Sông Bé có 1404 con trâu Mura, nhưng đến 2008 chỉ còn 40 con. Khi nghỉ hưu, ông được Phạm Văn Đồng cho 15 con trâu Mura về Quảng Ngãi nuôi tại trại trâu Hành Thuận, huyện Nghĩa Hành, để nhân giống và giao cho các huyện trong tỉnh. Ông cũng nhân giống cỏ voi có năng suất và chất lượng tốt dùng nuôi trâu bò lấy sữa. Hiện tại (2008) còn lại bốn con trâu Mura đang được ông nuôi tại trại trâu Hành Thuận .
Ông là đại biểu Quốc hội 3 khoá IV, V và VI , Ủy viên ban chấp hành Trung ương tổng công đoàn lao động Việt Nam khoá III.
Ông được khen tặng Huân chương lao động và nhiều phần thưởng cao quý khác.
Vào 15h30 ngày 14 tháng 10 năm 2015, ông đã qua đời tại nhà riêng ở phường Quảng Phú, TP. Quảng Ngãi.

## Công việc chăn nuôi gia súc
Năm 1960 Quân đội Nhân dân Việt Nam giảm 8 vạn quân, ông chuyển sang làm chăn nuôi ở nông trường Ba Vì, Hà Tây. Tại đó ông nuôi heo 5 năm sau đó chuyển sang nuôi bò. Do những thành tích trong nuôi heo và bò, như thụ tinh nhân tạo cho heo, trị bệnh heo, bò. Năm 1966 ông được phong Anh hùng Lao động.
Năm 1976 ông chuyển công tác về Trung tâm Nghiên cứu trâu và đồng cỏ miền Đông Nam bộ, xã Lai Khê, huyện Bến Cát, tỉnh Sông Bé.
Năm 1977 Ấn Độ tặng Việt Nam 502 con trâu giống Mura với mục đích làm sức kéo và lấy sữa, trong đó có hai con bà thủ tướng Indira Gandhi tặng thủ tướng Phạm Văn Đồng, ông chuyển sang nuôi trâu.
Năm 1986 có những con trâu trong đàn trâu Mura đạt trọng lượng 1000 kg, hàng chục con biết tự bước lên cân để kiểm tra trọng lượng khi nghe gọi đến tên của mình. Cùng năm đó ông được phong Anh hùng Lao động lần thứ hai.
Năm 1990, khi Hồ Giáo nghỉ hưu, Sông Bé có 1404 con trâu Mura, nhưng đến 2008 chỉ còn 40 con. Ông được Phạm Văn Đồng cho 15 con trâu Mura về Quảng Ngãi nuôi tại trại trâu Hành Thuận, huyện Nghĩa Hành để nhân giống và giao cho các huyện trong tỉnh. Ông cũng nhân giống cỏ voi có năng suất và chất lượng tốt dùng nuôi trâu bò lấy sữa. Vào năm 2008 còn lại bốn con trâu Mura đang được ông nuôi tại trại trâu Hành Thuận .

## Hồ Giáo trong văn học và giáo dục
Tố Hữu có bài thơ Gặp anh Hồ Giáo viết tháng 1 năm 1972, mở đầu bằng đoạn:

"Lần trước gặp anh

Chăn bò trên Tam Đảo

Sáng nay lại gặp anh Hồ Giáo

Chăn bò ở Ba Vì

Hỏi anh: Có thú vui gì?

Anh cười: Vui thú đời đi chăn bò...

Cách mạng cần, việc nhỏ việc to

Đánh Mỹ, nuôi bò, việc gì cũng quý."

Sách giáo khoa Tiếng Việt lớp 2 có bài Đàn bê của anh Hồ Giáo.
Theo nhà văn Hồ Phương, tác giả của truyện ngắn Cỏ non được tuyển chọn trong sách giáo khoa Văn lớp 9, nhân vật Nhẫn trong tác phẩm này đã bị giáo viên và học sinh nhầm lẫn với Hồ Giáo. Cỏ non đoạt giải 3 của báo Văn nghệ năm 1959.
Nhạc sĩ Nhật Lai đã sáng tác bài hát "Bài ca anh Hồ Giáo" được ca sĩ Quốc Hương trình bày. Bài hát có đoạn:

"Ơi anh Hồ Giáo ơi...
Tôi nghe tiếng khèn pi yêu thương giữa lòng anh

 Say mê những đàn bê, vâng theo anh Hồ Giáo...

 Tôi nghe núi Ba Vì với sông Đà hòa tiếng ca"

## Hình tượng Hồ Giáo trong phim
Đã có 3 phim tài liệu về anh hùng Hồ Giáo:
Năm 1988, phim "Chân dung một anh hùng" của đạo diễn Đinh Anh Dũng
Năm 2008, phim "Người bình thường" của đạo diễn Nguyễn Anh Tuấn – Đài Truyền hình Quảng Ngãi
Năm 2015, phim "Cỏ xanh im lặng", dài 58 phút, kịch bản: Lê Thị Thiện Đoan, đạo diễn NSND Nguyễn Thước

## Câu nói
" Nhiều đêm ngủ không được, lo cho mấy con Mura ở trại chăn nuôi, sợ chúng nó không được chăm sóc chu đáo. Như thế ông có lỗi với cố Thủ tướng Phạm Văn Đồng "

## Nhận xét
"Có người đặt câu hỏi: Vì sao Hồ Giáo nhận danh hiệu anh hùng, mà những 2 lần? Chơi với ông đã 20 năm nay, tôi cũng đã từng tự hỏi lòng mình như thế. Bây giờ thì tôi mới rõ: vì ông là... Hồ Giáo, một Hồ Giáo luôn tận tụy và trách nhiệm với công việc, một Hồ Giáo luôn luôn sạch, một Hồ Giáo không bao giờ quá phận, hay cơ cầu mà luôn tử tế với mọi người kể cả khi người ta chẳng chịu "tử tế" với ông"_Trần Đăng, Báo Thanh Niên .
Cho đến nay, ở Việt Nam chưa có ai trong đời mà hai lần nhận danh hiệu Anh hùng Lao động cho mỗi một việc là nuôi trâu như Hồ Giáo. Người anh hùng nuôi trâu ấy đã từng đi vào trang sách của các nhà văn với tất cả những lung linh ám ảnh."_Báo Thanh Niên.
"Ở Quảng Ngãi này ai cũng biết ông Hồ Giáo là người chăn bò hai lần được phong anh hùng, ai cũng biết giờ ông đã sắp 80 tuổi rồi mà vẫn còn chăn trâu. Hằng ngày ông vẫn đi từ thị xã đến trại trâu, ai đi qua đều nhìn thấy. Nhưng người ta chỉ biết vậy thôi. Hồ Giáo vẫn là một bí mật, ngay cả đối với người Quảng Ngãi"_nhà thơ Thanh Thảo 
"Báo chí đã viết nhiều về Hồ Giáo, đã có truyện về Hồ Giáo, có thơ về Hồ Giáo, có bài hát về Hồ Giáo. Nhưng mấy chục năm nay Hồ Giáo vẫn là một đơn nhất, không lặp lại."_Hoàng Hải Vân, Báo Thanh Niên.
"Hồ Giáo là một nhân cách đặc biệt. Ông "đứng riêng" với các nhân vật được phong tặng danh hiệu Anh hùng lao động khác, không phải vì ông nhận vinh quang ấy đến hai lần trong đời mà ở con người ấy luôn toát lên vẻ đẹp dâng hiến đến tận cùng..."
"... câu chuyện về "Đàn bê của anh Hồ Giáo" sẽ vẫn còn. Đó là biểu tượng, hình mẫu của người nông dân Xã hội Chủ nghĩa cùng đồng hành với các thế hệ học sinh và hàng triệu người dân Việt Nam".

## Gia đình
Năm 1953, từ chiến trường Kon Tum về, Hồ Giáo được cha mẹ bỏ lễ với Ngô Thị Trúc bằng một buồng cau. Gia đình hai bên hẹn qua năm là cưới, nhưng Hiệp định đình chiến năm 1954, ông phải đi tập kết. Tuy thế nhưng vì Hồ Giáo là người nguyên tắc nên bao giờ ông cũng khai trong lý lịch là đã có vợ. Sự "thiệt thà" này vô tình đã trói chặt ông suốt mấy chục năm sau đó trên đất bắc .
Năm 1981 lúc 51 tuổi, Hồ Giáo mới chính thức lấy vợ. Vợ ông Huỳnh Thị Thành, nguyên là bộ đội, ít hơn ông 17 tuổi. Hai ông bà có một người con gái là Hồ Thị Tuyết Minh . Hiện chị là giáo viên trung học cơ sở đang công tác tại trường THCS Quảng Phú thành phố Quảng Ngãi .